# Accor
Pour l’article ayant un titre homophone, voir Accord.
Accor est un groupe hôtelier français fondé en 1967 par Gérard Pélisson et Paul Dubrule qui possède, gère et franchise des hôtels, des stations touristiques et des résidences de vacances.
Accor est le premier groupe hôtelier en Europe et le sixième à l’échelle mondiale. Il possède un portefeuille de quarante marques dans les segments luxe (Raffles, Fairmont, Sofitel…), premium (Adagio Premium, MGallery, Pullman, Swissôtel…), milieu de gamme (Novotel, Mercure, Adagio…) et économique (Ibis, hôtel F1…). Le groupe est présent dans plus de 110 pays avec 5 445 hôtels et 300 000 salariés répartis sur les cinq continents. Sa capacité totale est de 802 262 chambres (fin décembre 2022).
Depuis 2016, Accor engage une diversification de ses actifs vers les nouveaux services hôteliers : résidences de luxe (Onefinestay), bureaux partagés (Wojo, Mamaworks), conciergerie (John Paul), restauration et évènements (Potel & Chabot, Paris Society), et offres de services informatiques (D-Edge, Gekko, VeryChic, Adoria, Astore, ResDiary).
Le groupe est coté à la Bourse de Paris et fait partie du CAC 40. Son siège est basé à Issy-les-Moulineaux.

## Histoire

### 1967: lancement de la SIEH
En 1967, Paul Dubrule et Gérard Pélisson fondent la SIEH (Société d'investissement et d'exploitation hôteliers) et appliquent le modèle américain de Holiday Inn pour ouvrir leur premier Novotel la même année à Lille suivant les principes de Bernardo Trujillo. Ce premier hôtel est un motel de 92 chambres. Il est prévu d'ouvrir un plus petit hôtel de 30 chambres à Colmar, ce qui engage dès le début la société dans une logique de chaîne hôtelière,.
En 1969, SIEH augmente son capital et lance la construction de 4 nouveaux hôtels. Deux modèles d'exploitation sont alors offerts aux partenaires, en filiale ou en franchise.
En 1974, la marque Ibis lance son premier hôtel à Bordeaux. La même année, la SIEH rachète la marque Courtepaille.
En 1975, la SIEH rachète la marque Mercure et, en 1980, le groupe reprend le groupe Sofitel se composant à l'époque de 43 hôtels et de 2 centres de thalassothérapie. La SIEH prend le contrôle de Jacques Borel International, alors leader de la restauration collective, de la restauration de concession et leader mondial de l'émission de tickets restaurant en 1982.

### 1983: création du groupe Accor
En 1983, le groupe Novotel SIEH - Jacques Borel International change de nom et devient le groupe Accor. Le nom Accor est simplement choisi pour son homophonie avec le mot « accord ». Le groupe compte alors 440 hôtels, 1 500 restaurants et 35 000 employés dans 45 pays.
Le groupe Accor crée en 1985 la marque Formule 1, mettant en place un nouveau concept d'hôtellerie basé sur une réduction des coûts de la construction à la gestion. La même année, Accor entre dans le capital du groupe Lenôtre à hauteur de 46 %.
En juillet 1990, alors que Formule 1 a ouvert 142 motels en 5 ans en France, Accor rachète 55 % de Motel 6 aux États-Unis (63 000 chambres dans 42 états) pour 1,3 milliard de dollars. Cette acquisition permet au groupe de devenir le leader mondial de l'hôtellerie, avec 131 000 chambres au total. Son action dépasse les 1 000 francs,.
En 1991, Accor reprend la Compagnie des wagons-lits qui possède les enseignes Pullman, Altea, et Europcar. La même année, Accor lance la formule économique hôtelière Etap hotel. En 2 ans, Accor double sa capacité hôtelière et ses effectifs pour atteindre 125 000 employés.
L'augmentation de son volume d'activités pousse le groupe à définir de nouvelles stratégies de synergie entre ses différentes entités en gestion. Accor lance les conférences annuelles Open Space réunissant les dirigeants de ses filiales qui définissent ensemble le rôle du groupe au sein de ses entités. En septembre 1992, Accor restructure sa stratégie de gouvernance.

### Années 1990: difficultés financières et restructurations
En octobre 1994, alors que le groupe dévoile être déficitaire pour la première fois de son histoire, la direction annonce une politique de cession des actifs devenus secondaires dans sa politique de développement, un désinvestissement massif dont les retours espérés sont estimés à 5,2 milliards de francs. Accor gère alors 50 enseignes dans 10 secteurs différents. Il est question de céder les cafés Route, les restaurants Bœuf jardinier, Pizza Del Arte, et l'Arche, les restaurants d’aéroports, les bars à vin Écluse. De 1994 à 1998, le groupe cède 13 milliards de francs d'actifs sur les 15 milliards prévus.
En 1997, Paul Dubrule et Gérard Pélisson deviennent coprésidents du conseil d'administration et cèdent l'exécutif à Jean-Marc Espalioux. Accor acquiert la SPIC qui devient Accor Casinos. Le groupe lance une OPA sur 100 % de sa filiale Accor Asia-Pacific qui gère 125 établissements, dont la moitié en Australie. En 1999, Accor rachète Red Roof Inn pour 1,1 milliard de dollars, ce qui porte son nombre de chambres aux États-Unis à 120 000. Accor fait également son entrée en Grande-Bretagne en reprenant un ancien bâtiment au centre de Londres pour le transformer en Sofitel. En décembre 1999, Accor reprend les hôtels Demeure et Libertel (49 établissements 3 et 4 étoiles, certains des « Sofitel Demeure »).
Le groupe reprend également 38,5 % de la société Go voyages. En juillet 2000, Accor acquiert 20 % de l'enseigne hôtelière polonaise Orbis (55 hôtels). En décembre 2000, Accor cède 80 % de Courtepaille, mais poursuit sa politique de partenariat avec l'enseigne de restauration. Toujours en 2000, en Asie, Accor prend le contrôle total des sociétés hôtelières Century International Hotels (5 300 chambres) et Zenith Hotels International (1 600 chambres).
En mars 2001, Accor lance la marque 3 étoiles SuiteHotel. En janvier 2004, Accor conclut le rapprochement entre le groupe Barrière et Accor Casinos pour créer le premier groupe européen de casinos, puis prend une participation de 28,9 % dans le Club Méditerranée au mois de juin de la même année.

### À partir de 2005: recentrage sur l'hôtellerie
En février 2005, Colony Capital entre au capital d'Accor. En octobre 2005, Jean-Marc Espalioux quitte la présidence du directoire, Gilles Pélisson (neveu du fondateur) est nommé directeur général, et Serge Weinberg président du conseil d’administration. Les deux coprésidents fondateurs n'ont alors plus de rôle actif au sein du groupe. Le groupe engage une nouvelle politique de restructuration autour de l'hôtellerie et des titres de service. Les activités non stratégiques sont cédées (Club Med en 2006, Go voyages, Gemeaz Cusin et Red Roof Inn en 2007). En 2007, Accor rachète Kadeos,, lance Adagio City Aparthotel (en collaboration avec Pierre & vacances), relance All Seasons et Pullman, puis lance MGallery en 2008.
En février 2009, Gilles Pélisson, directeur général, est nommé président du conseil d’administration. En 2010, Accor scinde ses activités d'hôtellerie et de services,. Accor Services devient Edenred et fait son entrée en bourse.
En 2010, Suitehotel devient Novotel Suites. En septembre 2011, Accor regroupe ses marques du segment économique sous la bannière d'Ibis : Etap Hotel devient Ibis Budget et All Seasons devient Ibis Styles,. Accor poursuit son désendettement, son recentrage sur les activités d’hôtellerie, avec plusieurs cessions : La Compagnie des Wagons-Lits en juillet 2010, sa participation dans le groupe Lucien Barrière en janvier 2011, le traiteur Lenôtre en juillet 2011, et Motel 6 en mai 2012 (soit 1/4 de ses hôtels). En septembre 2011, Accor signe un contrat de franchise concernant 24 hôtels avec Jupiter Hotels, propriétaire du réseau d'hôtels Jarvis, qui sont transformés en hôtels Mercure dès le mois suivant. En septembre 2013, après avoir repris les hôtels d'appartements privés Mirvac en Australie, Accor les relance sous la marque The Sebel.
En août 2013, Sébastien Bazin est nommé PDG du groupe. Il annonce en novembre 2013 un nouveau modèle économique autour des deux pôles stratégiques : HotelServices, opérateur et franchiseur, et HotelInvest, propriétaire et investisseur. En 2014, Accor ouvre un hôtel MGallery de 124 chambres à la piscine Molitor. Le groupe annonce le rachat des murs de 97 hôtels en Europe à travers HotelInvest pour 900 millions d'euros. Accor entre en alliance avec Huazhu (China Lodging, 2 000 hôtels) pour accompagner sa montée en puissance en Chine, puis reprend 35 % du capital des hôtels Mama Shelter. Le groupe annonce un plan d’investissement de 225 millions d’euros sur cinq ans pour accélérer sa transformation digitale. Accor fait l’acquisition de Wipolo (services en ligne de gestion de voyage) et reprend Fastbooking en avril 2015 (services informatiques en ligne aux hôteliers).

### 2015-2019: AccorHotels
En juin 2015, le groupe devient AccorHotels.
En décembre, AccorHotels annonce le rachat pour 284 millions d'euros des murs de 29 hôtels que le groupe exploite déjà dans divers pays européens, ce qui représente au total 3 677 chambres. Ces hôtels rejoignent le portefeuille d'HotelInvest. AccorHotels annonce aussi l'acquisition de FRHI qui possède les marques Fairmont, Raffles et Swissôtel, un rachat rendu définitif en juillet 2016. En décembre 2015, Qatar Investment Authority devient le premier actionnaire d'AccorHotels avec 10,8 % du capital.
En janvier 2016, AccorHotels prend 10,8 % d'Huazhu. En 2016, AccorHotels entre au capital d'Oasis Collections (plateforme de location de résidences privées), rachète Onefinestay (offres de location entre particuliers avec des services hôteliers haut de gamme), puis entre au capital de Squarebreak et de Travel Keys, deux services spécialisés dans la location de résidences privées de luxe et intégrées à Onefinestay fin 2017. AccorHotels rachète ensuite John Paul, leader mondial de la conciergerie, prend 30 % dans la chaîne hôtelière allemande 25hours Hotels et annonce un projet d'accord avec Banyan Tree pour développer et gérer les hôtels sous enseigne Banyan Tree à l’échelle mondiale. Le groupe lance les hôtels Jo&Joe qui mêlent auberge de jeunesse et locations privées.
En 2017, Accor reprend le traiteur Potel & Chabot, 50 % de Rixos Hotels, AvailPro (services digitaux hôteliers) et VeryChic (site de vente privée d'hôtels et appartements), puis le groupe acquiert 50 % de la marque Orient Express et signe un partenariat avec la SNCF en vue de développer l'enseigne hôtelière qui reprend le nom et le style du mythique train de luxe. Accorhotels ouvre Mama Works, son premier espace de cotravail implanté au sein d'un hôtel Mama Shelter. Le groupe entre au capital de Noctis, société française spécialisée dans la restauration, l’évènementiel et le divertissement, et renommée Paris Society en novembre 2018.
En février 2017, Colony Capital sort du capital d'Accor. En mai 2018, China Lodging Group reprend 4,5 % du capital d'AccorHotels.
En 2018, AccorHotels devient le nouvel actionnaire de Gekko (services hôteliers en B2B). Le groupe vend 55 % d'AccorInvest (structure détenant HotelInvest) pour 4,4 milliards d'euros. AccorHotels reprend ResDiary (plateforme de réservation de restaurants) et Adoria (plateforme de gestion spécialisée pour la restauration commerciale et collective). AccorHotels annonce l'acquisition de la société suisse Mövenpick Hotels & Resorts pour 560 millions CHF,, de Mantra Group (enseignes Art Series, Peppers, Mantra Hotels, et BreakFree), une prise de participation de 50 % dans SBE Entertainment Group pour 319 millions de dollars, ainsi qu'un accord stratégique avec le groupe Mantis. Le groupe ouvre le premier espace de cotravail Nextdoor, une coentreprise avec Bouygues Immobilier (renommée Wojo en mars 2019). Au Chili, Accor reprend la chaîne hôtelière Atton Hoteles.
Le 21 février 2019, AccorHotels redevient Accor et lance son nouveau programme de fidélité « ALL - Accor Live Limitless ».
En 2019, le groupe rachète un tiers d'Orbis, ce qui fait monter sa participation totale dans le groupe hôtelier polonais à 85,8 %. Orbis gère alors 128 hôtels du groupe AccorHotels en Europe centrale. Accor annonce l'accord de « sale & management back » du portefeuille des hôtels Mövenpick en location. Fastbooking et Availpro fusionnent pour devenir D-Edge Hospitality Solutions.
Depuis 2019, le groupe engage la cession ses actifs immobiliers pour ne conserver que l'activité de ses services hôteliers,,. Accor poursuit sa politique de cessions en vendant 5,2 % de ses actifs immobiliers à une partie des actionnaires de son pôle AccorInvest, pour ne conserver que 30 %, une opération qui lui rapporte 1,06 milliard d'euros. Cette manne financière accumulée au cours des dernières années, représentant quatre milliards d'euros de liquidité, lui permet de rémunérer les actionnaires et de financer des acquisitions même pendant et après le Covid.

#### Mise en cause dans le projet Daphne
À la suite des enquêtes de la journaliste maltaise Daphne Caruana Galizia dans le cadre du projet Daphne, le groupe est mis en cause pour avoir construit le Sofitel de Dubaï « par [l'intermédiaire d']une société-écran dont les bénéficiaires effectifs sont les deux filles d’Ilham Aliyev », président de l'Azerbaïdjan.

### Crise du Covid-19
Durant la première vague du Covid sur la France en mars 2020, Accor crée en France la plateforme téléphonique CEDA (Coronavirus Emergency Desk Accor) afin de centraliser les besoins et proposer, en lien avec les propriétaires du groupe hôtelier et les autorités concernées, des solutions d'hébergement au personnel soignant, ainsi qu'aux populations les plus vulnérables. Les hôtels haut et moyen de gamme sont touchés par cette épidémie, la clientèle d'affaires étant absente. Sur les deux premiers mois de cette année, le groupe perd 20 millions d'euros sur son résultat d'exploitation. Au premier semestre 2020, le chiffre d'affaires a été divisé par deux, à 917 millions d'euros et la perte nette a été évaluée à 1,5 milliard d'euros contre un bénéfice net de 141 millions d'euros au premier semestre 2019,. Si, durant les différents confinements mondiaux, 80 % des 5 000 hôtels sont ouverts, le taux de remplissage reste faible et les multiples franchisés se font entendre face à cette perte de revenu.
Au cours de l'été 2020, Accor annonce la suppression de 1 000 emplois à travers le monde, en raison de la crise sanitaire liée au Covid-19,,. À travers ce plan d'économies, Accor espère réduire ses dépenses de 200 millions d'euros d'ici 2022. En août 2020, afin de s'adapter à la pandémie, le groupe transforme, dans 250 de ses hôtels de Grande-Bretagne, des chambres en bureaux pour télétravailleurs. Accor annonce avoir l'intention de développer ce service en France et dans d'autres pays européens ultérieurement.
À l'issue d'une campagne de testing initiée par le gouvernement français, l'entreprise est convoquée en juin 2020 à une journée de formation au secrétariat d'État à l'égalité entre les femmes et les hommes. L'année 2020 reste désastreuse pour le groupe qui, sorti du CAC 40, voit son cours de bourse chuter de 40 %. En janvier 2021, le gouvernement français décide d’accorder un prêt garanti par l'État (PGE) de 477 millions d’euros pour pallier les difficultés financières de la filiale immobilière AccorInvest, alors qu'Accor ne peut et ne souhaite pas régler les pertes. En 2021, la filiale AccorInvest, détenue à hauteur de 30 % par le groupe et qui gère plus de 900 hôtels sous les enseignes d'Accor dans une trentaine de pays, annonce la suppression de 1 880 postes en Europe, soit environ 10 % de ses effectifs sur la zone.

### Consolidation et relance
En novembre 2020, Accor annonce son rapprochement avec Ennismore et la création d’une nouvelle entité qui regroupe 12 enseignes et 73 hôtels en exploitation (The Hoxton, Gleneagles, SO/ dont le SO/Paris, Mama Shelter, 25hours, 21c Museum Hotels, Tribe, Jo&Joe, WorkingForm). En parallèle, Accor acquiert 100 % des marques de la société américaine sbe (Delano, Mondrian, SLS et Hyde, et la quasi-totalité de ses marques de restaurants et bars). Sa participation dans le groupe chinois Huazhu passe de 10,8 % à 3,3 %. Accor introduit la SPAC Accor Acquisition Company (AAC) à la bourse de Paris, véhicule d'investissement visant les secteurs liés à l'hôtellerie (restauration, bureaux partagés, bien-être, divertissement, nouvelles technologies). Accor finalise et lance sa joint-venture avec Ennismore, détenant 66,67% des parts (puis cède 10,8 % en juin 2022), et rachète le cabaret Lido. Entre-temps, sur une période s'étalant de 2021 à fin 2022, le groupe prend progressivement la direction des Mama Shelter. Fin 2021, Accor annonce le lancement des trains de luxe Orient Express La Dolce Vita avec le groupe hôtelier italien Arsenale, trains modernes à la décoration italienne des années 1960 et destinés à ne circuler qu'en Italie. Puis dans le même esprit, l'entreprise relance l'Orient-Express, train historique datant de 1883 et arrêté dans les années 1990, avec uniquement des suites, dont une « suite présidentielle » occupant tout une voiture ; projet au départ engagé par une coentreprise avec la SNCF car cette dernière possédait le nom, Accor devient finalement l'unique propriétaire des droits, lui permettant au delà du train d'ouvrir deux hôtels 5 étoiles sous cette appellation. Les acquissions perdurent en 2022 avec, à la fin de l'année, le rachat qualifié de couteux par les analystes de Paris Society possédant diverses marques de restaurants, mais aucun foncier.
En 2023, Accor se réorganise en deux pôles : Premium, milieu-de-gamme et économique (Ibis, Novotel, Mercure, Swissôtel, Mövenpick, Pullman…) et Luxe & lifestyle réunissant quatre collections de marques (Raffles, Orient Express, Fairmont, Sofitel, MGallery, Ennismore…). Le groupe vend sa participation de 3,3 % qu'il détenait encore chez son partenaire chinois Huazhu, dernier désengagement d'une stratégie de simplification des actifs détenus. En mars 2023, Gérard Pélisson, l'un des cofondateurs du groupe Accor, meurt des suites d'une longue maladie à l'âge de 91 ans. Le 18 mars 2024, le groupe retrouve le CAC 40 quatre ans après l'avoir quitté.

### Identité visuelle (logos)
L'emblème du groupe est la bernache du Canada.

Logo d'Accor jusqu'en 2006.
Logo de 2006 à 2015.
Logo de 2015 à 2019.
Logo depuis 2019.

## Activités
L'entreprise Accor est un groupe hôtelier qui possède, gère et franchise des hôtels, stations touristiques et résidences de vacances. Accor compte 40 enseignes hôtelières qui couvrent une majeure partie de l'offre hôtelière. Ces enseignes sont présentes dans 110 pays avec plus de 5 445 hôtels et 300 000 salariés répartis sur les cinq continents. Sa capacité totale est de 802 269 chambres. 74 % du parc hôtelier d'Accor en France est sous franchise (surtout des Ibis, Ibis Styles, Ibis Budget et Mercure). Accor met à disposition des bureaux privés et des espaces de cotravail sur le site Wojo (anciennement Nextdoor) et dans ses hôtels en France et à l’international. En 2020, plus de 300 Wojo Spots sont disponibles dans les hôtels Accor en France.
Accor est le premier groupe hôtelier en Europe et le sixième à l'échelle mondiale. Basée à Issy-les-Moulineaux, la société Accor fait partie du CAC 40 à la Bourse de Paris.
Accor dispose également d'un portefeuille d'enseignes en lien avec les secteurs du service et de l'hôtellerie : résidences de luxe, conciergerie, bureaux partagés, restauration, évènements et services informatiques en ligne.
Accor a adopté une trajectoire carbone alignée avec l'objectif de l'Accord de Paris visant à atteindre la neutralité carbone en 2050. En 2021, le groupe émet sa première émission obligataire indexée sur les objectifs de développement durable du groupe (sustainability-linked bond) d'un montant de 700 millions d'euros.

## Critiques
Accor a été critiqué pour sa décision de poursuivre ses opérations en Russie après l'invasion de l'Ukraine en 2022. Alors que de nombreuses chaînes hôtelières internationales ont suspendu ou cessé leurs activités, le PDG d'Accor a justifié cette décision en invoquant la responsabilité de soutenir les employés et les efforts humanitaires.

## Marques
| Gamme           | Nom                            | Depuis | Partenaire              |
| --------------- | ------------------------------ | ------ | ----------------------- |
| Luxe            | Raffles                        | 2015   | FRHI Hotels and Resorts |
| Luxe            | Orient Express                 | 2019   |                         |
| Luxe            | Faena                          | 2021   |                         |
| Luxe            | Banyan Tree Hotels and Resorts | 2017   | Banyan Tree             |
| Luxe            | Sofitel Legend                 | 2007   |                         |
| Luxe            | Fairmont                       | 2015   | FRHI Hotels and Resorts |
| Luxe            | Sofitel                        | 1980   |                         |
| Luxe            | The House of Originals         | 2018   | SBE Entertainment Group |
| Luxe            | Rixos                          | 2017   | Rixos Hotels            |
| Premium         | Mantis                         | 2018   | Mantis Group            |
| Premium         | MGallery                       | 2008   |                         |
| Premium         | Art Series                     | 2018   | Mantra Group            |
| Premium         | Pullman                        | 2007   |                         |
| Premium         | Swissôtel                      | 2015   | FRHI Hotels and Resorts |
| Premium         | Angsana                        | 2017   | Banyan Tree             |
| Premium         | Mövenpick                      | 2018   |                         |
| Premium         | Grand Mercure                  | 2012   |                         |
| Premium         | Peppers                        | 2018   | Mantra Group            |
| Premium         | The Sebel                      | 2013   |                         |
| Milieu de gamme | Mantra                         | 2018   | Mantra Group            |
| Milieu de gamme | Novotel                        | 1967   |                         |
| Milieu de gamme | Mercure                        | 1973   |                         |
| Milieu de gamme | Adagio Aparthotel              | 2007   |                         |
|                 | Handwritten Collection         |        |                         |
| Économique      | BreakFree                      | 2018   | Mantra Group            |
| Économique      | Ibis                           | 1974   |                         |
| Économique      | Ibis Styles                    | 2011   |                         |
| Économique      | Ibis Budget                    | 2011   |                         |
| Économique      | Hôtel F1                       | 1984   |                         |
| Économique      | Greet                          | 2019   |                         |
| Économique      | Adagio access                  | 2011   |                         |

| Joint-venture Ennismore | 21c Museum Hotel  |
| Joint-venture Ennismore | 25hours Hotels    |
| Joint-venture Ennismore | Delano            |
| Joint-venture Ennismore | Gleneagles        |
| Joint-venture Ennismore | Hyde              |
| Joint-venture Ennismore | Jo&Joe            |
| Joint-venture Ennismore | Mama Shelter      |
| Joint-venture Ennismore | Mondrian          |
| Joint-venture Ennismore | Morgans Originals |
| Joint-venture Ennismore | SLS               |
| Joint-venture Ennismore | SO/               |
| Joint-venture Ennismore | The Hoxton        |
| Joint-venture Ennismore | Tribe             |
| Joint-venture Ennismore | Working_from      |

| Nom                                 | Description                                                                | Depuis |
| ----------------------------------- | -------------------------------------------------------------------------- | ------ |
| Thalassa Sea & Spa                  | Bien-être et spa.                                                          | 1984   |
| Onefinestay                         | Application de location de biens immobiliers haut de gamme à courte durée. | 2016   |
| Mama Works                          | Espaces de cotravail à Bordeaux, Lille et Lyon.                            | 2017   |
| Wojo (précédemment Nextdoor)        | Espace de cotravail dans les hôtels du groupe.                             | 2018   |
| John Paul                           | Services de conciergerie digitale sur mesure.                              | 2016   |
| Potel & Chabot                      | Traiteur haut de gamme.                                                    | 2017   |
| Paris Society (précédemment Noctis) | Organisation d’événements et de divertissement.                            | 2017   |
| D-Edge Hospitality Solutions        | Outil de gestion et de marketing pour les hôtels.                          | 2017   |
| Gekko                               | Spécialiste des réservations hôtelières B2B.                               | 2017   |
| VeryChic                            | Ventes privées d'hôtels et séjours de luxe et haut de gamme.               | 2017   |
| Adoria                              | Solutions de gestion pour la restauration commerciale et collective.       | 2018   |
| Astore                              | Centrale d'achat hôtellerie-restauration                                   | 2018   |
| ResDiary                            | Réservation et gestion de tables de restaurants.                           | 2018   |
| Lido                                | Cabaret                                                                    | 2022   |

## Gouvernance

### Conseil d'administration
En mai 2021, le conseil d'administration est composé de :
- Sébastien Bazin (président-directeur général Accor)
- Iris Knobloch (présidente Warner Bros Entertainment France, vice-présidente du conseil d'administration d'Accor)
- Sheikh Nawaf Bin Jassim Bin Jabor Al-Thani (représentant de la Qatar Investment Authority)
- Aziz Aluthman Fakhroo (administrateur représentant de la Qatar Investment Authority)
- Iliane Dumas (administratrice représentant les salariés)
- Sophie Gasperment (DG groupe, communication financière et prospective stratégique L'Oréal)
- Christine Serre (administratrice représentant les salariés)
- Qiong'Er Jiang (PDG et directrice artistique Shang Xia)
- Nicolas Sarkozy (président du comité Stratégie internationale)
- Bruno Pavlovsky (président de la mode chez Chanel)
- Isabelle Simon (secrétaire générale et membre du Comité exécutif Thales)
- Sarmad Zok (PDG Kingdom Hotel Investments et Non-Executive Board Director Kingdom Holding Company)

## Finances

### Résultats
Ces données sont indiquées en millions d'euros et incluent Accor Services jusqu'en 2009 :
| Années                          | 2004 | 2005 | 2006 | 2007 | 2008 | 2009  | 2010 | 2011 | 2012  | 2013 | 2014 | 2015 | 2016 | 2017 | 2018 | 2019 | 2020  | 2021 | 2022 | 2023 |
| ------------------------------- | ---- | ---- | ---- | ---- | ---- | ----- | ---- | ---- | ----- | ---- | ---- | ---- | ---- | ---- | ---- | ---- | ----- | ---- | ---- | ---- |
| Chiffre d'affaires              | 6550 | 7136 | 7607 | 8121 | 7722 | 7065  | 5948 | 6100 | 5649  | 5425 | 5454 | 5581 | 5631 | 1937 | 3610 | 4049 | 1621  | 2204 | 4224 | 5100 |
| Résultat brut d'exploitation    | 1752 | 1906 | 2084 | 2321 | 2290 | 1976  | 1814 | 1923 | 1788  | 1731 | 1772 | 1780 | 1781 | 492  | 554  | 825  | 391   | 21   | 675  | 779  |
| Résultat net part du groupe     | 233  | 333  | 501  | 883  | 575  | (282) | 3600 | 27   | (599) | 126  | 223  | 244  | 265  | 441  | 2233 | 464  | -1988 | 85   | 392  | 633  |
| Capitaux propres part du groupe | 3128 | 4301 | 4098 | 3691 | 3298 | 2997  | 3650 | 3537 | 2759  | 2538 | 3654 | 3987 | 5925 | 5826 | 6436 | 6978 | 4158  | 4549 | 4580 |      |
| Dette nette                     | 2244 | 1420 | 469  | 204  | 1072 | 1674  | 730  | 226  | 421   | 231  | 159  |      | 1488 | 1888 | 1153 | 1333 | 1346  |      | 1668 |      |

### Structure de l'actionnariat
Au 31 décembre 2023.
| Jinjiang International                      | 9,6 % |
| Qatar Investment Authority                  | 8,9 % |
| Kingdom Holding Co. (Investment Management) | 6,5 % |
| Flottant                                    | 75%   |

## Communication

### Activité de lobbying en France
Pour l'année 2017, Accor déclare à la Haute Autorité pour la transparence de la vie publique exercer des activités de lobbying en France pour un montant compris entre 100 000 et 200 000 euros. Alors que pour la même période, une enquête des journalistes de Bastamag comptabilise pour 850 000 euros de dépenses de lobbying en France,.

### Sponsoring
En février 2019, lorsque AccorHotels redevient Accor et lance son nouveau programme de fidélité ALL, le groupe en fait le sponsor principal du maillot de l'équipe de football du Paris Saint-Germain. En 2022, le contrat de sponsor est prolongé pour quatre ans sous un nouveau format.
Accor est partenaire officiel des Jeux olympiques et paralympiques d'été 2024 et Supporter officiel de la Coupe du monde de rugby à XV 2023. Orient Express est le sponsor de l'équipe française de la trente-septième édition de la Coupe de l'America 2024 et ALL Accor Live Limitless est partenaire global de l'équipe France SailGP Team jusqu'à fin 2024.

## Amendes et condamnations
Le 17 août 2022 la CNIL condamne le groupe Accor à une amende de 600 000 euros pour un manquement à la législation française et quatre manquements au RGPD. Il est reproché au groupe Accor d'inscrire automatiquement et sans leur consentement les clients à la lettre d'information du groupe. Lui est reproché également un manquement à son devoir d'information ainsi qu'un manquement à l'obligation de respect du droit d'accès des personnes aux données les concernant ainsi qu'au respect du droit d'opposition des personnes. Enfin la sécurité des données personnelles n'est pas assurée.